# پرواز پروانه‌ها
پرواز پروانه‌ها (انگلیسی: Fly High Butterfly; کره‌ای: 날아올라라 나비) یک مجموعه تلویزیونی محصول کره جنوبی سال ۲۰۲۲ به کارگردانی کیم بو کیونگ و کیم دا یه است. این مجموعه با بازی کیم هیانگ گی، اوه یون آه، چوی دانیل و شیم اون وو است و داستان آرایشگران سالن «فلای آن باترفلای» را روایت می‌کند. این مجموعه قرار بود که در سال ۲۰۲۲ از جی‌تی‌بی‌سی پخش شود اما به تعویق افتاد.
پرواز پروانه‌ها قبل از پخش تلویزیونی، در ۱۵ ژوئیه ۲۰۲۲ در تایوان از طریق مای‌ویدیو و در ۱ اوت ۲۰۲۲ با عنوان سالن د نابی (Salon de Nabi) از طریق آمازون پرایم ویدئو در مناطق منتخب پخش شد.